# Jind Kaur
Jind Kaur Aulakh (c. 1817 - 1 de agosto de 1863). Maharaní del Reino sij por su matrimonio con Ranjit Singh. Regente del Reino Sij desde 1843 hasta 1846. Era la esposa más joven del primer marajá del Imperio Sij, Ranjit Singh, y la madre del último marajá, Duleep Singh. Era conocida por su belleza, energía y fuerza de propósito y fue popularmente conocida como Rani Jindan, pero su fama se deriva principalmente del miedo que engendró en los británicos en la India, quienes la describieron como «la Mesalina del Punjab», una seductora demasiado rebelde para ser controlada.
Después de los asesinatos de los tres primeros sucesores de Ranjit Singh, Duleep Singh llegó al poder en septiembre de 1843 a la edad de 5 años y Jind Kaur se convirtió en Regente en nombre de su hijo. Después de que los sijs perdieran la primera guerra anglo-sij, fue reemplazada en diciembre de 1846 por un Consejo de Regencia, bajo el control de un residente británico. Sin embargo, su poder e influencia continuaron y, para contrarrestar esto, los británicos la encarcelaron y exiliaron. Pasaron más de trece años antes de que se le permitiera volver a ver a su hijo, que fue llevado a Inglaterra.
En enero de 1861 Duleep Singh fue autorizado a reunirse con su madre en Calcuta y la llevó con él a Inglaterra, donde permaneció hasta su muerte en Kensington, Londres, el 1 de agosto de 1863 a la edad de 46 años. Fue enterrada temporalmente en el cementerio de Kensal Green y cremada al año siguiente en Nashik, cerca de Bombay. Sus cenizas fueron finalmente llevadas al samadh (monumento) en Lahore de su marido, el Maharajá Ranjit Singh, por su nieta, la princesa Bamba Sofia Jindan Duleep Singh. La vida de la maharaní es narrada en la película La reina rebelde; estrenada en el Festival Internacional de Cine Sikh de Nueva York del 2010.

## Familia
Jind Kaur nació en Chachar, Gujranwala, hija de Manna Singh Aulakh, en la familia de Aulakh Jat, el supervisor de las perreras reales. Tuvo una hermana mayor y un hermano mayor llamado Jawahar Singh Aulakh. Manna Singh ensalzó la belleza y las virtudes de Jind Kaur al Marajá Ranjit Singh, quien la convocó y se casó con ella en 1835 enviando su "flecha y espada" a la aldea. El 6 de septiembre de 1838 dio a luz a su único hijo, Duleep Singh.

## Regencia
Después de la muerte de Ranjit Singh, la Maharani Jind Kaur y su hijo vivieron en relativa oscuridad bajo el cuidado de Rajá Dhian Siṅgh en Jammu. El 16 de septiembre de 1843, después del asesinato del  Marajá Sher Singh y su visir, el ejército proclamó soberano a su hijo. Al principio, el nuevo visir Hira Singh, no prestó mucha atención al joven Marajá y a su madre. Se puso ferozmente a la defensiva de los derechos de su hijo y rogó a los comités del regimiento que protegieran su posición preguntando "¿quién es el verdadero soberano, Duleep Singh o Hira Singh?, Si el primero, entonces el Khalsa debería asegurarse de que no era un rey con un título vacío". El consejo la apoyó y gradualmente se convirtió en el símbolo de la soberanía. Tomó el control del gobierno con la aprobación del ejército y se quitó el velo. Como regente, reconstituyó el Consejo Supremo del Khalsa y restauró el equilibrio entre el ejército y la administración civil. Celebró la corte, hizo negocios del Estado en público y revisó y se dirigió a las tropas.
La joven maharaní se enfrentó a muchos problemas. Pashaura Singh Kanvar, medio hermano de su hijo, buscaba reemplazarlo como marajá. Los jefes feudales querían una reducción de los impuestos que les imponía Hira Singh y la restauración de sus jagires. El ejército quería un aumento de salario. El coste de la administración civil y militar había aumentado y Gulab Singh Dogra, Rajá de Jammu y tío de Hira Singh, había tomado la mayor parte del tesoro de Lahore. La lucha por el poder entre las diversas facciones sijs continuaba y algunas negociaban en secreto con las fuerzas de la Compañía Británica de las Indias Orientales que se acumulaban en la frontera. Para abordar estos problemas, la maharaní contó con el consejo y el apoyo del recién nombrado consejo de ancianos estadistas y líderes militares. Para fortalecer su base de poder, Jind Kaur prometió a Duleep Singh a la hija de Chatar Singh Atarivala, el gobernador de la provincia de Hazara y un poderoso e influyente miembro de la nobleza sij. La paga del ejército fue aumentada. Gulab Singh fue llevado a Lahore para enfrentar cargos de traición y su sobrino, Hira Singh, fue reemplazado como visir por Jawahar Singh. A Gulab Singh se le permitió regresar a Jammu después de pagar una multa de 6.800.000 rupias y de prometer un buen comportamiento en el futuro.
Pashaura Singh llegó a Lahore en enero de 1845. Fue recibido con honor, pero fue persuadido por el ejército para volver a sus propiedades y la promesa de un aumento de su jagir. Sin embargo, en julio tomó el fuerte de Attock y se declaró a sí mismo como el gobernante del Punjab. Una fuerza comandada por Chatar Singh sitió el fuerte y lo obligó a rendirse con la promesa de un salvoconducto. Sin embargo Jawahar Singh había decidido que representaba un riesgo demasiado grande para el joven Marajá y fue llevado en secreto a Attock y estrangulado. Por su implicación en esto, Jawahar Singh fue apuñalado hasta la muerte delante de su hermana, la agonizante maharaní. El 13 de diciembre de 1845 el Gobernador general de la India, Henry Hardinge, emitió una proclama declarando la guerra a los sijs. Los sijs perdieron la guerra, debido, según ellos, a la traición de su comandante en jefe, Raja Tej Singh, que no atacó cuando los británicos estaban a su merced durante la Batalla de Firozpur y más tarde hundió el puente de barcas sij en la Batalla de Sobraon. Los términos del Tratado de Lahore, firmado en marzo de 1846, eran punitivos, pero Duleep Singh, de siete años permaneció como marajá y ella como regente. Sin embargo, en diciembre, fue reemplazada por un Consejo de Regencia, controlado por un residente británico, y se le concedió una pensión anual de 150.000 rupias.

## Encarcelamiento

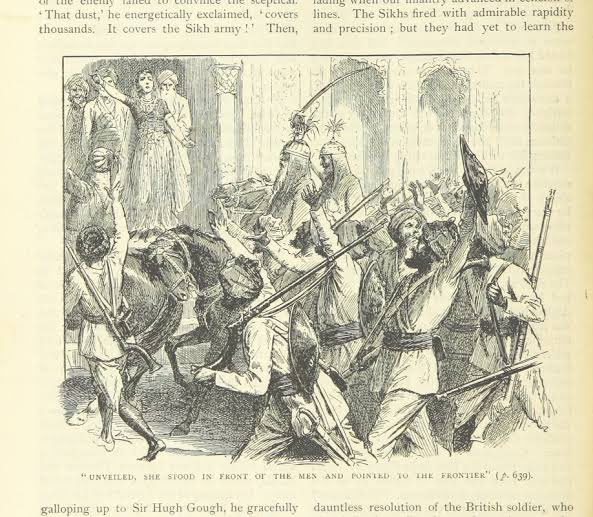
Maharani Jind Kaur con las tropas Sij, alrededor del e inicios del.

Después de la guerra, los británicos recompensaron a los líderes que les habían ayudado, incluyendo a Tej Singh. Sin embargo, los comandantes sijs estaban furiosos por lo que veían como su traición. Cuando en agosto de 1847 Duleep Singh se negó a investir a Tej Singh como Rajá de Sialkot, el residente británico, Henry Lawrence, encarceló a la maharaní en la Torre Samman del Fuerte de Lahore, y diez días después, la trasladó al Fuerte de Sheikhupura y redujo su pensión a 48.000 rupias. El golpe más duro para la maharaní fue la separación de su hijo de 9 años. Escribió a Lawrence suplicándole que le devolviera a Duleep. "No tiene ni hermana ni hermano. No tiene tío, ni superior ni inferior. Ha perdido a su padre. ¿A quién se le ha confiado el cuidado?". No volvió a ver a su hijo durante trece años y medio.